# Liparis latilabris
Liparis latilabris är en orkidéart som beskrevs av Robert Allen Rolfe. Liparis latilabris ingår i släktet gulyxnen, och familjen orkidéer. Inga underarter finns listade i Catalogue of Life.